# 藍條高身豆娘魚
藍條高身豆娘魚，(學名：Altrichthys azurelineatus，被IUCN列為易危保育類動物，為輻鰭魚綱鱸形目隆頭魚亞目雀鯛科的其中一種，分布於西太平洋菲律賓海域，深度1-10公尺，本魚體呈卵圓形而側扁，背鰭邊緣、尾鰭上下葉黑色，尾鰭深叉形，體長6.5公分，棲息在沿海珊瑚礁區，成對或成群活動，以浮游生物為食，在繁殖期時會成對出現，具領域性，雄魚會守護魚卵，生活習性不明。